# Group TAC
Die K.K. Group TAC (jap. 株式会社グループ・タック, kabushiki-gaisha Gurūpu Takku; engl. Group Tac Co., Ltd.) war ein japanisches Anime- und Computergraphikstudio mit Hauptsitz in Shibuya, Tokio. Gegründet 1968, hat es an vielen Filmen, TV-Shows und Anzeigen gearbeitet. Vorsitzender des Unternehmens war Atsushi Tashiro (田代 敦巳).
Im September 2010 stellte Group TAC einen Insolvenzantrag. Einige Filmprojekte des daraufhin aufgelösten Unternehmens wurden 2011 von Tezuka Production übernommen.

## Produktionen

### Filme
- 1974: Tom, Crosby und die Mäusebrigade
- 1980: 11 hungrige Katzen
- 1985: Ginga Tetsudō no Yoru
- 1986: 11 hungrige Katzen und ein Albatros
- 1988: Hiatari Ryoko! Yume no Naka ni Kimi ga Ita
- 1991: Huckleberry Finn
- 1992: Hashire! Shiroi Ōkami
- 1994: Street Fighter II – The Animated Movie
- 1999: Street Fighter ZERO
- 2005: Arashi no Yoru ni
- 2006: Eien no Hō
- 2009: Buddha Saitan

### Fernsehserien
- 1975: Es war einmal
- 1976: Es war einmal
- 1976: Huckleberry Finn
- 1987: Hiatari Ryoko!
- 1989: Android Ana Maico 2010
- 1994: Gakkō no Kowai Uwasa: Hanako-san ga Kita!!
- 1995: Street Fighter II V
- 1996: Bit the Cupid
- 1997: Elf o karu Mono-tachi II
- 1997: Hare Tokidoki Buta
- 1998: Android Ana Maico 2010
- 1998: Flint Hammerhead
- 1999: Himiko-Den
- 1999: Oruchuban Ebichu
- 2001: Chikyū Bōei Kazoku
- 2001: Gyōten Ningen Batsealer
- 2001: Super Kickers 2006 – Captain Tsubasa
- 2003: Futatsu no Spica
- 2003: Gilgamesh
- 2004: Alice Academy
- 2004: Area 88
- 2004: Grenadier – Hohoemi no Senshi
- 2006: Black Blood Brothers
- 2006: Hanbun no Tsuki ga Noboru Sora
- 2006: Kage kara Mamoru!
- 2006: Tokkō
- 2007: Happy Happy Clover
- 2010: Hana Kappa

### Weitere Anime-Produktionen
- 1993: Huckleberry Finn (OVA)
- 1997: Hen (OVA)
- 2000: Grandeek - Gaiden (OVA)
- 2003: Blame! Ver.0.11 (Web-Anime)
- 2003: Submarine 707R (OVA)